# 加萊拉港
加萊拉港（英語：Puerto Galera，又称：海豚湾），位於菲律賓東民都洛省最西北方的一個地區，距離首府馬尼拉大約130（81英里），以旅遊業最為出名，當地的沙璜灣（Sabang Bay）自1973年已被聯合國教科文組織列為人與生物圈保護區（Man and Biosphere Reserve），擁有全亞洲最多樣化的珊瑚礁，是區內知名的潛水勝地。

## 圖片集

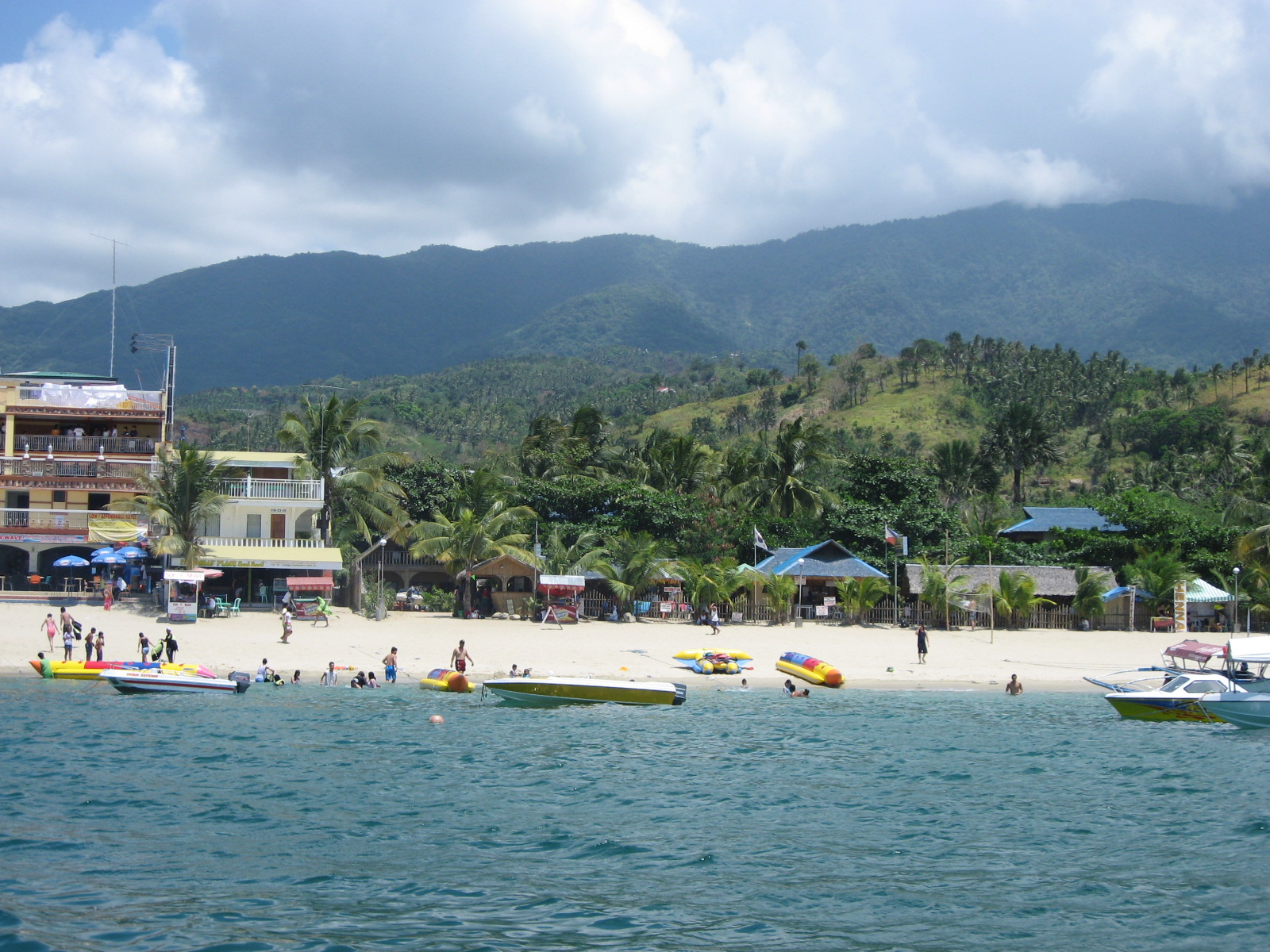
白灘
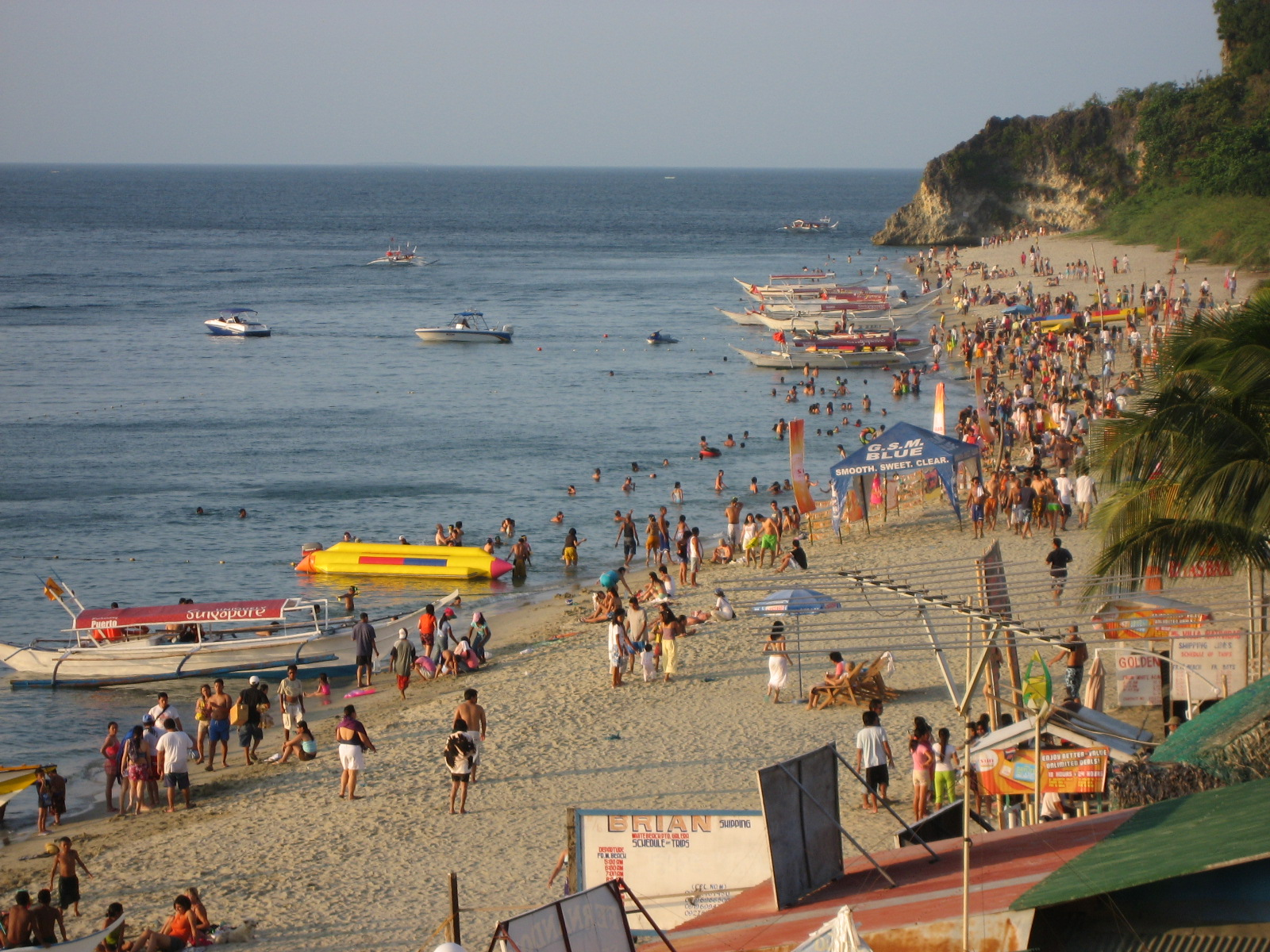
白灘
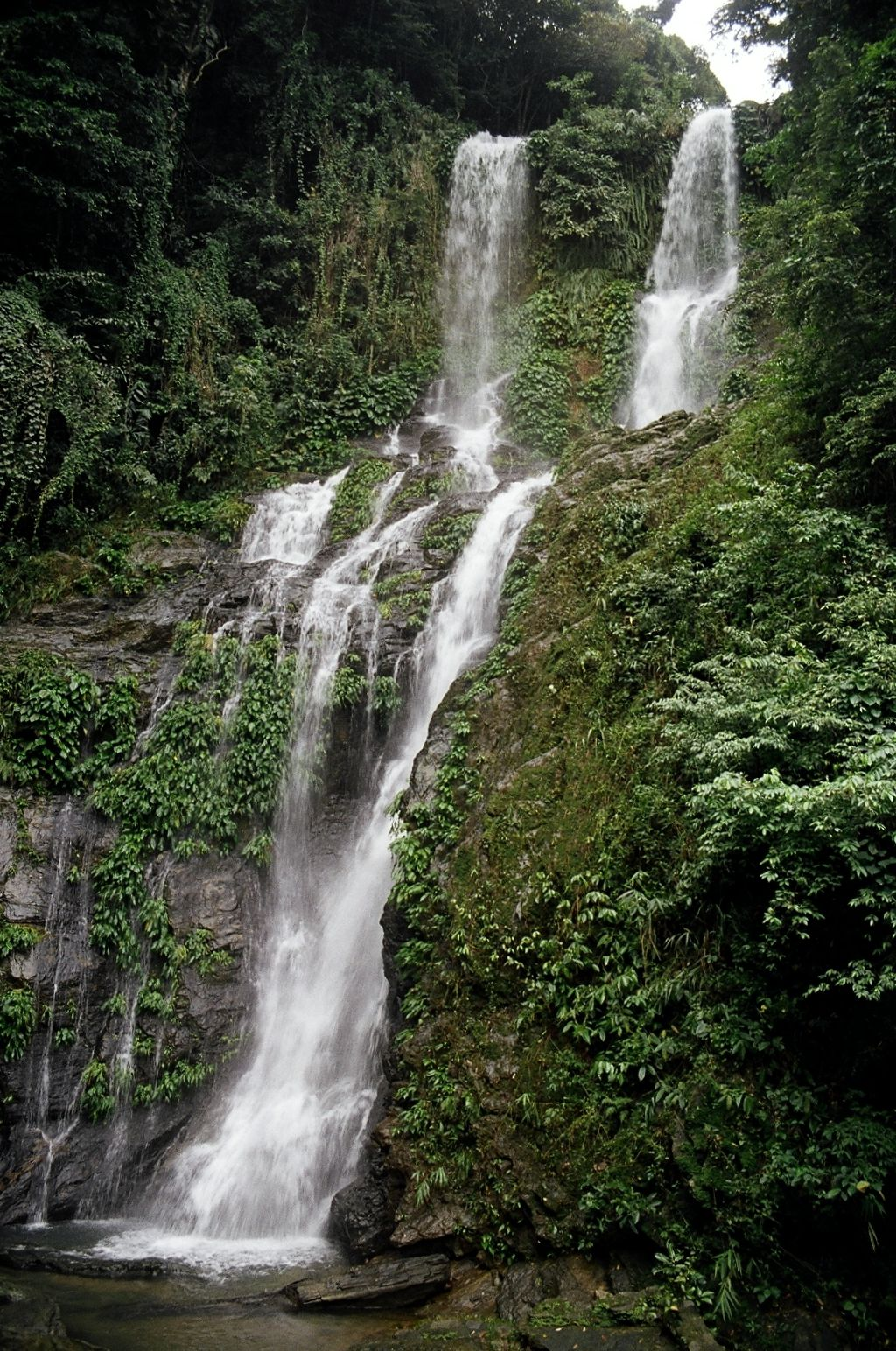
塔玛拉瀑布
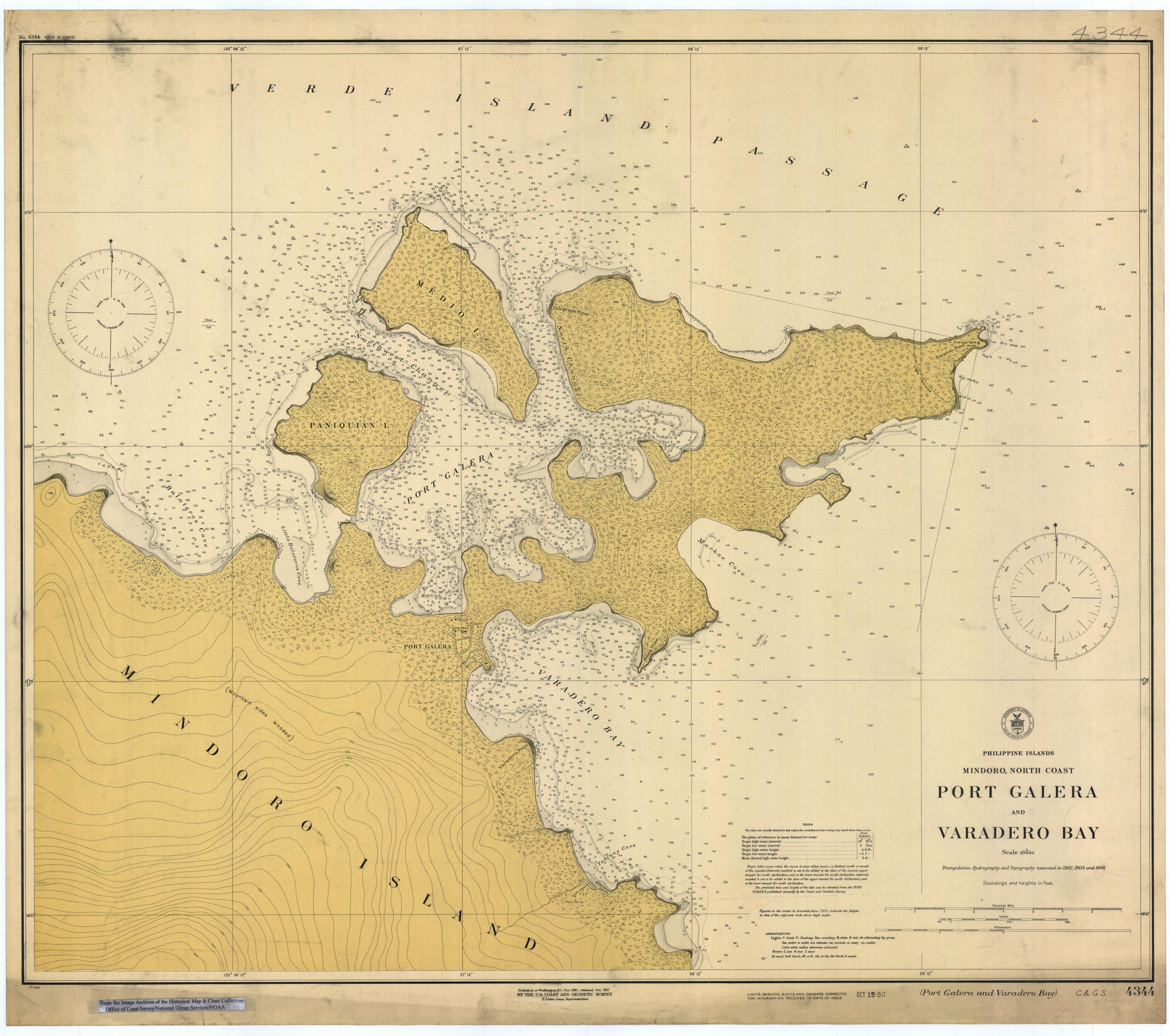
1917年繪製的航海圖